# Ruta Provincial 62 (Santa Fe)
La Ruta Provincial 62 es una carretera parcialmente pavimentada de 187 km. de jurisdicción provincial ubicada en el centro de la Provincia de Santa Fe, República Argentina y que la atraviesa de este a oeste casi totalmente.
Comienza en la Ruta Provincial 1, al norte de la localidad de Cayastá  y su traza se desplaza hacia el oeste pasando sobre el Río Saladillo Dulce, por la localidad de Cayastacito; atraviesa la Ruta Nacional Nro. 11, pasando por la localidad de Emilia, siempre hacia el oeste atraviesa el Río Salado y las localidades de María Luisa y Providencia, para luego de un tramo no pavimentado llegar a la localidad de Ataliva, desde donde se desplaza por otro tramo no asfaltado hasta la intersección con la Ruta Nacional 34, donde desaparece su traza o se superpone a esta ruta por 6 km., para reaparecer nuevamente hacia el norte de la ciudad de Sunchales donde inicia su tramo final hacia el oeste, culminando su existencia en el límite con la provincia de Córdoba.

## Localidades
Las ciudades y pueblos por los que pasa esta ruta de este a oeste son los siguientes. 

### Provincia de Santa Fe
- Departamento Garay: Cayastá.
- Departamento San Justo: Cayastacito.
- Departamento La Capital: Emilia.
- Departamento Las Colonias: María Luisa y Providencia.
- Departamento Castellanos: Galisteo, Ataliva y Sunchales.

- Datos: Q18924001